# Frontera entre Bielorrusia y Ucrania
La frontera entre Bielorrusia y Ucrania es el límite estatal entre Bielorrusia y Ucrania con una longitud de aproximadamente 891 kilómetros. Comienza el oeste a la triple frontera de ambos estados con Polonia y termina al este en la triple frontera entre ambos estados y Rusia. La triple frontera entre Bielorrusia, Rusia y Ucrania está marcada en la forma de un monumento, mientras que al otro triple frontera está el río Bug Occidental que coincide con la frontera con Polonia.

## Geografía
La frontera está situada en la región geográfica de Polesia (Llanura Polesiana) que se extiende aproximadamente desde el Bug Occidental al Dnieper a lo largo del río Prípiat (sólo en el sur de este). Es parte de la más grande Llanura de Europa Oriental y conocida por los humedales de Pinsk.
El extremo occidental de la frontera comienza el Bug Occidental alrededor de los lagos de Xatski y corre hacia el este por los humedales de Pinsk. Además, se extiende paralelo al río Prípiat, algo lejano al sur, pasando por zonas densamente boscosas que se contaminaron después del desastre de Chernóbil. La frontera pasa por Prípiat justo al norte de la ciudad de Prípiat y, a continuación, también gira al suroeste como el río y continúa corriendo paralelo al río. A medida que la frontera llega al Dnieper, gira hacia el norte hacia Gómel y corre a lo largo del río. En el punto medio entre Gómel y una población de Ripken, la frontera gira y corre de nuevo hacia el este hacia la meseta central ruso durante 100 km donde termina la triple frontera con la frontera rusa.

## Historia

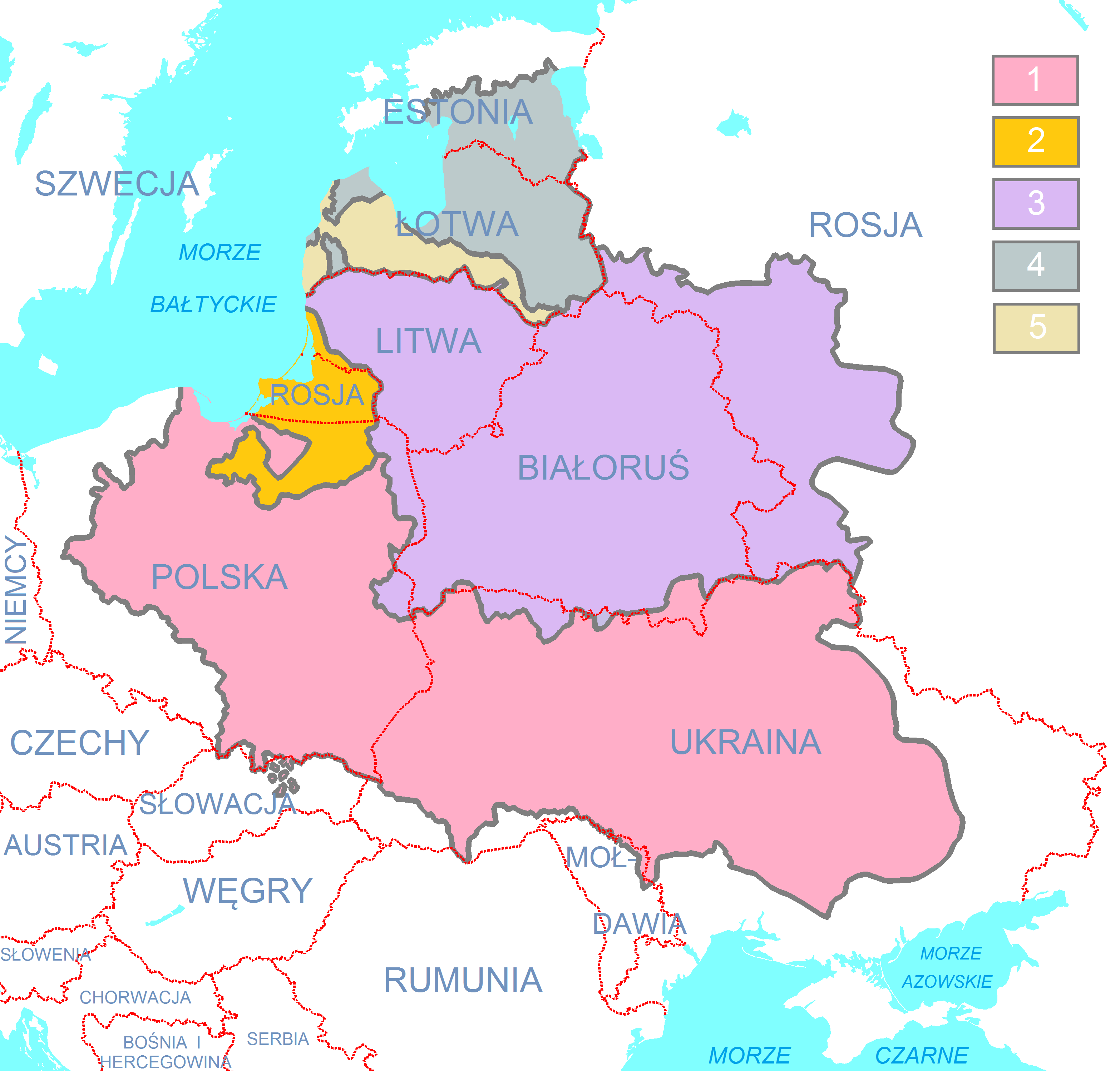
El rango territorial de la Mancomunidad polaco-lituana en 1619 sobre el fondo del mapa contemporáneo de Europa (incluida Bielorrusia).
Leyenda:
Corona Polaca
Prusia - feudo del Reino de Polonia
Gran Ducado de Lituania
Livonia - estado de la Corona y Lituania
Curlandia - feudo de la Mancomunidad polaco-lituana

La frontera del estado moderno data de la Primera Guerra Mundial, cuando en 1918 aparece por primera vez en el mapa la República Popular de Ucrania.
Sin embargo, la frontera tiene raíces históricas. Esta es aproximadamente similar a la que había entre el Gran Ducado de Lituania y la Corona del Reino de Polonia de acuerdo con la Unión de Lublin. Correspondía a la frontera administrativa de los voivodatos de Brest y Minsk del lado lituano y de los de Kiev, Volinia y Rutenia del lado polaco.
Tras la Primera Guerra Mundial y el Tratado de Riga, la parte occidental coincidía más o menos con la frontera administrativa de las provincias de Polesia y Volinia de la Segunda República de Polonia, y al este las repúblicas soviéticas de Bielorrusia y Ucrania.
En un primer momento, la frontera entre ambas repúblicas de la Unión Soviética fue reconocida por el Tratado entre la RSS de Bielorrusia y la RSS de Ucrania del 12 de diciembre de 1990. Tras la disolución soviética se dio un acuerdo internacional entre Bielorrusia y Ucrania, en la que reconocen mutuamente las fronteras heredadas de la Unión Soviética.
Hasta la fecha, la frontera se rige por el "Acuerdo de amistad, buena vecindad y cooperación entre Bielorrusia y Ucrania" del 17 de junio de 1995. El tratado sobre la frontera estatal entre Bielorrusia y Ucrania del 12 de mayo de 1997 fue ratificado el mismo año por la Rada Suprema de Ucrania, y en 2010 la Asamblea Nacional de Bielorrusia, pero las partes aún no han intercambiado los instrumentos de ratificación.
Según el presidente del Comité de Fronteras de Bielorrusia, Igor Raczkowski, el trabajo por la demarcación de fronteras podría continuar hasta por 10 años y requiere de un presupuesto de 51 mil millones de rublos.
La demarcación de la frontera comenzó el 13 de noviembre de 2013 con la inauguración de la primera señal fronterizo en el lugar de convergencia de las fronteras estatales de Ucrania, Bielorrusia y Rusia.
Tras el desastre de Chernóbil en 1986, una gran parte de la frontera quedó dentro de la llamada zona de exclusión de Chernóbil (lado ucraniano) y Reserva radiológica estatal de Polesia (lado bielorruso). La Zona de Exclusión de Chernóbil en Ucrania se rige por el Ministerio de Ecología y Recursos Naturales de Ucrania por medio de su agencia especial. El área no dispone de infraestructuras adecuadas para el paso fronterizo que se realiza en la zona bajo la autoridad especial por contaminación. La zona de exclusión en sí tiene sus propios puntos de control. A lo largo de la frontera, el lado ucraniano extiende por la línea de ferrocarril Chernígov-Ovrutx, que conecta la abandonada Central Nuclear de Chernóbil con la ciudad de Slavutych. El ferrocarril atraviesa Bielorrusia-Ucrania dos veces.
El 24 de febrero de 2022, durante la invasión rusa de Ucrania, tropas rusas cruzaron la frontera desde Bielorrusia hacia Ucrania como parte de la ofensiva de Kiev.